# Řenče
Řenče är en ort i Tjeckien. Den ligger i regionen Plzeň, i den västra delen av landet, 90 km sydväst om huvudstaden Prag. Řenče ligger 448 meter över havet och antalet invånare är 886.
Terrängen runt Řenče är huvudsakligen platt, men den allra närmaste omgivningen är kuperad. Runt Řenče är det ganska glesbefolkat, med 32 invånare per kvadratkilometer. Närmaste större samhälle är Plzeň, 18,8 km norr om Řenče. I omgivningarna runt Řenče växer i huvudsak blandskog.